# Championnats du monde de biathlon 1970
Les Championnats du monde de biathlon 1970 se tiennent à Östersund (Suède), du 19 au 21 février 1970.

## Résultats
| Épreuve            | Or                                                                                | Argent                                                               | Bronze                                                                           |
| 20 km individuel H | Alexandre Tikhonov                                                                | Tor Svendsberget                                                     | Viktor Mamatov                                                                   |
| Relais 4*7,5 km H  | Union soviétique Alexandre Tikhonov Viktor Mamatov Rinnat Safin Alexander Ushakov | Norvège Tor Svendsberget Ragnar Tveiten Magnar Solberg Esten Gjelten | Allemagne de l'Est Hans-Günther Jahn Hansjörg Knauthe Dieter Speer Horst Koschka |

## Tableau des médailles
| Médailles | Pays               | Or | Argent | Bronze | Ensemble |
| --------- | ------------------ | -- | ------ | ------ | -------- |
| 1         | Union soviétique   | 2  | 0      | 1      | 3        |
| 2         | Norvège            | 0  | 2      | 0      | 2        |
| 3         | Allemagne de l'Est | 0  | 0      | 1      | 1        |